# フランセルジオ・エウリペデス・フェレイラ・バストス
フランセルジオ（Fransergio）ことフランセルジオ・エウリペデス・フェレイラ・バストス（ポルトガル語: Fransérgio Euripedes Ferreira Bastos、1980年6月4日 - ）は、ブラジルとトルコの元サッカー選手。ポジションはMF。トルコ名のフェルハト・セルジオ（トルコ語: Ferhat Sergio）とも。

## クラブ歴
1999年にCAブラガンチーノで選手となり、国内のクラブを渡り歩いた。2003年にマッカビ・ヘルツリーヤFCで初の海外移籍を経験したが、後にCAジュベントスに移籍しブラジルに復帰した。2005年にスィヴァススポルに移籍するとその後はトルコ国内でプレーを重ねてトルコに帰化した。2009年にブラジルに戻った。